# Језичка породица
Језичка породица је група језика који потичу од заједничког претка званог прајезик те језичке породице. Већина светских језика се уврштава у језичке породице. Они који не припадају ниједној породици (или они чија сродност није поуздано утврђена) називају се изоловани језици. Концепт језичких породица се заснива на претпоставци да се језици током времена деле на дијалекте, од којих настају нови језици. За разлику од биолошких врста, код језика се често догађа мешање несродних језика чији говорници долазе у контакт. У случају креолских језика, и других мешаних језика, језик наслеђује особине из више језика. Неки језици глувих и слепих су се развили изоловано и немају рођаке. Ипак, овакви случајеви су изузеци.
Према референтној публикацији Ethnologue постоји 7.111 говорних људских језика који су распоређени у 141 језичку породицу. „Живући језици” су једноставно они који се користе као примарна форма комуникације међу људима. Исто тако постоји мноштво мртвих и изумрлих језика, као и они који још увек нису довољно изучени да бу се могли класификовати, или који су непознати изван њихове респективне говорне заједнице.

## Структура

### Потподела
Језичке породице се деле у мање језичко-рођачке гране. Језичке породице се често представљају графички у облику стабла и грана, па отуда потиче овај назив. Могуће је гране посматрати и као нове језичке породице. Рецимо, група словенских језика може да се посматра као посебна језичка породица, или као грана индо-европских језика.

### Прајезици
Заједнички предак језичке породице је ретко унапред познат због кратке историје писмености. Многе карактеристике прајезика је могуће реконструисати коришћењем компаративне методе. Њу је у 19. веку предложио лингвист Аугуст Шлајхер. Овом методом је могуће демонстрирати сродност језика припадника неке језичке породице. Најпознатији пример прајезика је праиндоевропски језик, који је предак језика којима се данас служи већина човечанства.
Некада се прајезик може утврдити директно. На пример, дијалекти старог нордијског језика су прајезик данашњег норвешког, шведског, данског, фарског и исландског језика.

## Индоевропски језици
(449)

### Албански
(4), Албанија,: гегијски, тоскијски, арберешки, арванитика

### Јерменски
(1), Јерменија: јерменски

### Балтички
(3), Лeтонија, Естонија, Литванија, Пољска: латвијски, литвански, пруски (†).

### Келтски
(7), Велика Британија, Ирска, Француска.
а. бритонски (3) бретонски, корнволски или корнијски, велшки,
б. гоиделички (4): ирски или гаеилге, мански (Гаелг, Гаилцк), гаоидхеалг (средњоирски), гаидхлиг (шкотски гелски),

### Германски
(53):

#### Источни
(1): готски (†).

#### северни
(7; пре 11, неки су изгубили статус):
дански, феројски, исландски, јутски, норн (†; острва Шетланд и Оркни), норвешки бокмал, норвешки нyнорск, шведски.
Макројезици: норвешки;
Изгубили статус: Далска или Далмаал, јамтска или јамска, сконски,

#### западни
(41):
енглески, фризијски (западни и северни), нисконемачки језици (15 језика. Доњофраначки језици: африкаанс, фламански, источни фризијски, холандски, зеландски или зиувс и 10 доњосаксонских језика: ачтерхоекс, дрентс, гронингс, доњосаксонски, плаутдиетсч, салландс, стелингверфс, твентс, велувс, вестфалски), сатерландски (сатерфризијски), шкотски, високонемачки (18 немачких језика и 2 јеврејска источни и западни јидиш. Немачки су: алеман цолонеиро, алемански или швајцарски немачки, баварски, цимбријски, доњошлески, франачки (†), Мајнскофраначки, горњосаксонски, хутеритски, луксембуршки, мочено, немачки стандардни, пенсилванијски, фалачки језик или пфалзисче, лимбуршки, келнски или рипуаријски франачки, швапски, валсерски).
Изгубили статус: јинглиш (америдиш);
новопризнати језици: виламовски, хунсрик

### Хеленски (грчки)
(6): кападоцијски грчки, грчки, јудеогрчки, тсаконски, старогрчки (†), понтски

### Индоирански
(308):

#### Индоаријски
(219):
а. централна група: домаки,
б централна зона (76), Индија, Пакистан:
б1. Билски (19) Индија: барели (3 језика: паури, ратви, палyа), бауриа, билали, били, чодри, додиа, дубли, дунгра бил, гамит, гарасиа (2 језика: адиваси, рајпут), мавчи, нахали, ноири, пардхи, ратави, вагди.
б2. Дом (1) Иран: домари.
б3. Гуџарати (9) Пакистан, Индија: аер, гуџарати, јандавра, коли (3 језика: качи, паркари, вадиyара), саураштра, вагхри, васави.
б4. Кхандеси (3) Индија: ахирани, данки, кандеси.
б5. Панџаби (1): источни панџапски.
б6. Раџастани (18): багри, датки, дундари, гоариа, годвари, гујари, гургула, хараути, ламбади, лоарки, гаде лохар, малви, марвари (2 језика, Индија и Пакистан), мервари, мевари, нимади, шекавати.
б7. Ромски (7): (7 ромских језика: балкански, балтички, финтика рома, карпатски, синте или синти, велшки, влашки).
б8. Западни хинди (12) Индија, Пакистан: баyа, брај баша, бундели, чамари, гера, говли, харyанви, хинди, кабутра, канауји, санси, урду.
б9. Повари (Индија: повари.
б10. некласифицирани (5): мевати, парyа, сонха, тхару (два језика: дангаура катхориyа)
ц. источна-централна зона(5): авади, багхели, чхаттисгархи, данвар, фиџијски хиндустани.
д. источна зона (45):
д1. Бенгали-Ассамски (19): асамски, бенгалски, бишнуприyа, чакма, читтагониан, хајонг, халби, кајорт, карија тар, курмукар, мал пахарија, мирган, нахари, рајбанши, сyлхети, тангчангyа.
д2. бихарски (12): ангика, бојпури, карипски хиндустани, кудмали, магахи, мајтили, мајхи, мусаса, панчпарганиа, садри (2 језика, садри и ораон), сурајпури.
д3. орија (8): батри, буњија, бодо парја, купиа, орија (3 језика: десија, адиваси, орија), рели.
д4. Некласификовани (6) Непал, Индија: боте-мајхи, букса, дегару, тару (3 језика: читванија, кочила, рана).
е. Северна зона (22) Индија, Непал, Пакистан:
е1. Централни Пахари (1) Индија: кумауни.
е2. Источни Пахари (2) Непал: непалски, палпа
е3. Гархвали (1), Индија: гарвали.
е4. Западни пахари (17): бадравахи, батијали, биласпури, чамбеали, чурахи, догри, гади, хиндури, јаунсари, кангри, харијан боли (харијан кинаури), мандеали, пахарски (3 језика: махасу, кулу, пахари-потвари), пангвали, сирмаури.
ф. Северозападна зона (38):
ф1. Дардски (27) Пакистан, Авганистан: Читрал (2) ковар, калаша; Кашмири (1): кашмирски; Кохистани (9): батери, чилисо, говро, калами, калкоти, кохистани, тирахи, торвали, вотапури-катаркалај; Кунар (8): дамели, гавар-бати, грангали, пашаји (4 језика: североисточни, северозападни, југоисточни, југозападни), шумашти; Шина (7): брокскат, пхалура, сави, шина (2 језика кохистани, шина, ушојо.
ф2. Лахнда (7) Пакистан, Индија, Авганистан, Украјина: хиндко (северни и јужни), јакати, кетрани, пањаби (2 језика: мирпур и западни), сераики.
ф3. Синди (5) Пакистан, Индија: јадгали, качи, ласи, синди, синди бил.
г Нуристани (6) Авганистан: ашкун, камвири, кати, прасуни, трегами, вајгали.
х. Санскрит, Индија: санскрит
и. Синхалесе-Малдивски (3) Шри Ланка: малдивски, синхала, веддах.
ј. јужна зона (12) Индија: Конкани (7): каткари, конкани, гоански конкани, кукна, пхудаги, самведи, варли; маратхи; некласификовани: балаy, децан, говлан, вархади-нагпури.
к. некласификовани (12), Индија, Непал, Пакистан, Бангладеш: андх, чинали, дарај, данвар, гарас (лахул лохар), кањари, кумхали, мемони, мина, од, пали, усуи, вагри боли.

#### Ирански
(87):
а. Источни (13), Иран, Пакистан, Авганистан, Кина, Грузија, Таџикистан:
а1. североисточни (2): осетски, yагноби,
а2. југоисточни (11):
а. Памирски (7): муњи, санглечи-ишкашими, сариколи, шугхни, ваки, јазгулјам, јидгха.
б. Паштунски (4): пашто (3 језика, северни средишњи и јужни), ванеци.
б. Некласификовани (1) Афганстан: тангшеви.
в. Западни (72) Авганистан, Иран, Ирак, Пакистан, Турска, Израел:
ц1. северозападни (54): алвири-видари, аштиани, бајелани, балуџијски (јужни, западни и источни), башкардски (башкарди), дезфулски, димли, ештехардски (ештехарди), гази, гилаки, горњи тароми, гозаркхани, гурани, харзани, кабатеи, кајали, карингани, кхалај, кхоини, кхунсари, кирмањки, кореше ростам, корошки (короши), курдски (средишњи, северни и јужни), лаки, ласгерди, марагхеи, мазандерански, натанзи, најини, ормури, парачи, парси, парси-дари, разајерди, рудбари, сангисари, сарли, семнани, шабак, сиванди, северозападни фарс, сои, соркеи, шахмирзадски (шахмирзади), шахрудски (шахруди), такестански, талишки, вафски, зороастријски дари.
ц2. југозападни (18): ајмак, бактиари, бухарски, дарвази, дехвари, џиди, хазараги, јудеотатски, југозападни фарс, кумзари, лари, лури (северни и јужни), пахлавански, персијски (макројезик: западни и источни), таџички, татски (тат).
г. авеста (пазенд),

#### Некласификовани
2(2) Пакистан и Оман: бадеши, лувати.
Макројезици: курдски, персијски, зазаки,

### Италички
(48):

#### Латинско-фалискички
(1): латински (†).

#### Романски језици
(47): арагонски, аромунски, астурски, далматски, емилијано-ромањоло, естремадурски, фала, француски, франкопровансалски, фурлански, галицијски, галурски, гаскоњски, истриотски, истрорумунски, јудеофранцуски, јудеошпански (ладино), јудеоталијански, кајунски, кампидански, каталонски, корзички, ладински, лангедошки, лугирски, лимузински, логудорски, ломбардски, лорето-уцаyали шпански, мегленски, мирандски, мозарапски наполитанско-калабријски, оверњански, пијемонтски, пикардијски, португалски, провансалски, романш, румунски, сасарски, шуадит (јудеопровансалски), сицилијански, шпански (кастиљски), италијански, валонски, венецијански.

### Славенски
(19):
а. источни (4): белоруски, русински, руски, украјински.
б. западни (8): чешки, доњолужичкосрпски, јудеочешки (Кнанштина), кашупски, горњолужичкосрпски, полапски, пољски, словачки.
в. јужни (6): бугарски, хрватски, македонски, староцрквенославенски, српски и словеначки.